# Danilo Giani
Danilo Giani (Gallarate, 12 maggio 1964) è un ex cestista italiano.

## Carriera
Ha giocato in Serie A vestendo la maglia di Varese.